# Publilius Syrus
Publilius Syrus (fälschlich auch Publius Syrius; Praenomen und Lebensdaten unbekannt) war ein römischer Mimen-Autor im 1. Jahrhundert v. Chr.

## Leben
Nach Plinius dem Älteren stammte Publilius Syrus aus Antiochia am Orontes und kam als Sklave nach Rom. Sein eigentlicher Name ist unbekannt, Syrus ist der Sklavenname, der auf seine Herkunft hindeutet. Den Namen Publilius erhielt er nach seinem letzten Herrn, der ihn freiließ. Nach seiner Freilassung hatte er mit seinen literarischen Mimen, in denen er auch selbst als Schauspieler auftrat, großen Erfolg in den Städten Italiens. Im Jahre 46 v. Chr. siegte er bei einem Improvisationswettbewerb anlässlich der Spiele, die von Caesar ausgerichtet wurden, gegen seinen literarischen Konkurrenten, den römischen Ritter Decimus Laberius. Dieser war von Caesar zur Teilnahme an dem Wettstreit gezwungen worden.

## Werke
Die Mimen des Publilius Syrus sind allesamt verloren. Seine Nachwirkung geht zurück auf eine Sammlung seiner Sprüche, die Sententiae. Diese wurden bald Schullektüre und waren entsprechend bis in die Spätantike weit verbreitet. Es handelt sich um etwa 700 jambische oder trochäische Einzeiler, alphabetisch geordnet, mit moralischen Lebensweisheiten wie „Viele muss fürchten, wen viele fürchten“. Man geht davon aus, dass die Sammlung im Mittelalter erheblich erweitert wurde, sodass nur ein Teil der Sprüche als authentisch gelten kann. Vor allem im Humanismus waren die Sententiae beliebte Lektüre; das belegen zahlreiche Ausgaben zu dieser Zeit.
Die Sentenzen wurden in mehreren Handschriften überliefert: der Collectio Palatina, der Collectio Senecae (Kompilation des Seneca), der Caecilii Balbi collectio minor und maior (kleinere und größere dem Caecilius Balbus zugeschriebene Kompilation), der Collectio Turicensis (Zürcher Sammlung), der Collectio Frisingensis (Freisinger Sammlung) und der Collectio Veronensis (Veroneser Sammlung).

## Ausgaben
- Hermann Beckby (Hrsg. u. Übers.): Die Sprüche des Publilius Syrus. Lateinisch – Deutsch (Sammlung Tusculum). München 1969.
- Otto Friedrich (Hrsg.): Publilii Syri mimi Sententiae. Olms, Hildesheim 1964 (Nachdruck der Ausgabe Berlin 1880).
- J. Wight Duff, Arnold M. Duff (Übers.): Minor Latin Poets. Lateinisch – Englisch (Loeb Classical Library). Band 1, Cambridge (MA) 1934.
- Wilhelm Meyer (Hrsg.): Publilii Syri mimi Sententiae. Teubner, Leipzig 1880 (Digitalisat).